# Tân Trạch, Cần Đước
Tân Trạch là một xã thuộc huyện Cần Đước, tỉnh Long An, Việt Nam.

## Địa lý
Xã Tân Trạch nằm ở phía bắc huyện Cần Đước, có vị trí địa lý:
- Phía đông giáp xã Mỹ Lệ và huyện Cần Giuộc
- Phía tây giáp xã Long Sơn
- Phía nam giáp xã Phước Tuy và huyện Tân Trụ
- Phía bắc giáp xã Long Hòa.

Xã có diện tích 14,05 km², dân số năm 1999 là 9.538 người, mật độ dân số đạt 679 người/km².

## Hành chính
Xã Tân Trạch được chia thành 8 ấp: 1A, 1B, 2, 3, 4A, 4B, 5, 6.